# Блеса, Мигель
Миге́ль Бле́са де ла Па́рра (исп. Miguel Blesa de la Parra; 8 августа 1947, Линарес, провинция Хаэн — 19 июля 2017, Вильянуэва-дель-Рей, провинция Кордова) — испанский государственный деятель, председатель совета директоров банка Caja Madrid в 1996—2009 годах. 23 февраля 2017 года был приговорён к шести годам тюремного заключения по делу о так называемых «чёрных кредитных картах» за неправомерные присвоения средств в 2003—2012 годах. Совершил самоубийство 19 июля 2017 года.

## Биография
Мигель Блеса окончил юридический факультет Гранадского университета. Начинал государственную службу налоговым инспектором. Готовясь к экзаменам для поступления на государственную службу, познакомился с будущим председателем правительства Испании Хосе Марией Аснаром. В последующем занимал различные экспертные должности в центральных органах власти: в 1979 году — секретарь в экспертном кабинете министерства финансов Испании, в 1981 году возглавил налоговую службу автономных сообществ, в 1983 году был назначен заместителем генерального директора исследований и координации в министерстве экономики. В 1986—1996 годах занимался адвокатской деятельностью и специализировался на налоговом праве. В 1996 году Мигель Блеса вошёл в состав советов директоров банка Caja Madrid и телекомпании Antena 3, как предполагается, благодаря своим связям с Хосе Марией Аснаром. В том же 1996 году благодаря поддержке советников из Народной партии, из Объединённых левых и профсоюза «Рабочие комиссии» был избран председателем совета директоров Caja Madrid и занимал эту должность до 2009 года. Блеса также занимал разные должности в советах директоров других компаний: Telemadrid, Grupo Dragados, Endesa и других. В 2010 году в результате политической борьбы за контроль над банком между председателем правительства автономного сообщества Мадрид Эсперансой Агирре и мэром Мадрида Альберто Руис-Гальярдоном после вмешательства Мариано Рахоя Мигеля Блесу на посту председателя совета директоров Caja Madrid сменил Родриго Рато.
В 2013 году началось расследование в отношении Мигеля Блесы, подозревавшегося в финансовых преступлениях на посту главы банка Caja Madrid, в частности, в предоставлении кредитов Grupo Marsans, приобретении банка City National Bank of Florida в 2008 году и продаже привилегированных акций. В 2014 году началось расследование под делу о корпоративных кредитных картах, предоставлявшихся в 2003—2012 годах для покрытия частных расходов советникам и руководящим работникам Caja Madrid. Расходы самого Блесы по такой «серой» карте составили 436 700 евро. 23 февраля 2017 года Мигель Блеса был приговорён по этому делу к шести годам тюремного заключения.
19 июля 2017 года Мигель Блеса умер в результате самоубийства на территории поместья Пуэрто дель Торо в Вильянуэва-дель-Рей. Заядлый охотник, он в последние годы оставил своё увлечение, но приехал к друзьям в этот раз с собственным ружьём, из которого произвёл смертельный выстрел себе в грудь. Был дважды женат, есть дочь. Гражданская ответственность Мигеля Блесы по возмещению ущерба пострадавшим в результате его преступлений возлагается на его наследников. Похоронен в родном Линаресе.